# Блечева
Блечева (серб. Бљечева / Blječeva) — село в общине Братунац Республики Сербской Боснии и Герцеговины. Население составляет 195 человек по переписи 2013 года.